# 秩父鉄道三ヶ尻線
三ヶ尻線（みかじりせん）は、埼玉県深谷市の武川駅と埼玉県熊谷市の三ヶ尻駅を結ぶ、秩父鉄道の鉄道路線（貨物線）である。『鉄道要覧』における表記は「ヶ」が大文字の「三ケ尻線」となっている。かつては三ヶ尻駅からさらに先の熊谷貨物ターミナル駅までを結んでいたが、同区間は2020年12月31日をもって廃止された。

## 路線データ
- 路線距離（営業キロ）：3.7 km
- 軌間：1,067 mm
- 駅数：2駅（起終点駅含む）
- 複線区間：なし（全線単線）
- 電化区間：全線（直流1,500 V）
- 閉塞方式：自動閉塞式
- 最高速度：50 km/h[1]

## 運行形態
貨物線であるため、旅客列車の運行はなく貨物列車のみが運転される。セメント原料となる石灰石を影森駅もしくは武州原谷駅から三ヶ尻の工場へ輸送していた。

## 歴史
上越新幹線建設のため、それまで熊谷駅において行っていた貨物取扱が廃止され、新設される熊谷貨物ターミナル駅に移管されることになったことから、当線が建設された。
熊谷貨物ターミナル駅付近を除くほぼ全線は、1962年（昭和37年）7月6日に竣工した秩父セメント（現・太平洋セメント）熊谷工場への輸送のため武川 - 熊谷工場 および 熊谷工場 - 籠原に敷設された 専用線を転用し、1979年（昭和54年）10月1日に開業した。輸送品目は、セメントが主力で、生産機材で使用される燃料輸送（当初は重油だったが後に石炭へ変更されている）貨車も直通していた。セメントは、ホキ5700形、コタキ1900形、コタキ12200形、ワキ800形等。重油輸送にはタキ1500形、タキ45000形、タキ9800形の各タンク車、JR線からのレール輸送列車であるチキ5200形、チキ6000形、石炭輸送にはホキ10000形が使用された。これらは廃止で消滅しており、現在は影森から鉱石輸送をするヲキ･ヲキフ100形20両編成が運用されるのみである。
熊谷貨物ターミナル駅を経由して、東武鉄道で使用する新車も当路線から搬入され、秩父本線を経由して、羽生（本線）、寄居（東上線）へ運ばれていた。
熊谷貨物ターミナルからの石炭輸送列車が2020年（令和2年）3月14日に廃止され、その他の熊谷貨物ターミナル駅からの貨物輸送も同年9月30日までに順次廃止されるため、同年3月26日に秩父鉄道は三ヶ尻 - 熊谷貨物ターミナル間について今後も新たな貨物輸送が見込めないことや施設の老朽化などを理由として、同区間の廃止手続きに入ると発表した。同区間は同年12月31日をもって廃線となった。

## 駅一覧
武川駅 - 三ヶ尻駅（貨物駅）

### 廃止区間
三ヶ尻駅 - 熊谷貨物ターミナル駅（貨物駅） 2020年（令和2年）12月31日付で廃止

## 接続路線
- 武川駅：秩父鉄道秩父本線

## 過去の接続路線
- 熊谷貨物ターミナル駅：高崎線